# San Tomaso Agordino
San Tomaso Agordino é uma comuna italiana da região do Vêneto, província de Belluno, com cerca de 812 habitantes. Estende-se por uma área de 19 km², tendo uma densidade populacional de 43 hab/km². Faz fronteira com Alleghe, Cencenighe Agordino, Rocca Pietore, Taibon Agordino, Vallada Agordina.

## Demografia
| Variação demográfica do município entre 1861 e 2011                               |
|                                                                                   |
| Fonte: Istituto Nazionale di Statistica (ISTAT) - Elaboração gráfica da Wikipedia |